# Ivan Hlinka Memorial Tournament 2013
Das Ivan Hlinka Memorial Tournament 2013 war die 23. Austragung des Ivan Hlinka Memorial Tournament, einem Eishockeyturnier für Nachwuchs-Nationalmannschaften der Altersklasse U18. Es fand vom 5. bis zum 10. August 2013 wie in den letzten drei Jahren im tschechischen Břeclav und im slowakischen Piešťany statt. Seriensieger Kanada setzte sich im Finale gegen die Vereinigten Staaten durch und gewann somit seine 18. Goldmedaille.

## Modus
Die acht Teilnehmer wurden in zwei Gruppen mit je vier Mannschaften eingeteilt. In der Gruppenphase spielte jedes Team einmal gegen alle anderen Gruppenteilnehmer und absolvierte somit drei Spiele. Die jeweiligen Gruppenersten und -zweiten qualifizierten sich für das Halbfinale, das ebenso wie das Finale als K.-o.-Spiel ausgetragen wurde.

## Gruppenphase

### Gruppe A
| 5. August 2013 15:30 Uhr (Ortszeit) | Schweiz Denis Malgin (28:26) Noele Trisconi (38:04) Tino Kessler (41:40) | 3:2 (0:1, 2:1, 1:0) Spielbericht | Schweden Filip Karlsson (3:13) Filip Karlsson (37:53) | Zimní stadion v Břeclavi, Břeclav |

| 5. August 2013 19:00 Uhr | Tschechien | 0:4 (0:2, 0:1, 0:1) Spielbericht | Kanada Michael Dal Colle (2:24) Haydn Fleury (19:58) Spencer Watson (37:55) Daniel Audette (41:24) | Zimní stadion v Břeclavi, Břeclav |

| 6. August 2013 15:30 Uhr | Schweden Robin Kovács (6:17) Kevin Elgestål (8:07) Kevin Elgestål (21:01) William Nylander (46:09) | 4:3 (2:1, 1:0, 1:2) Spielbericht | Kanada Jared McCann (3:14) Sam Bennett (43:54) Spencer Watson (48:01) | Zimní stadion v Břeclavi, Břeclav |

| 6. August 2013 19:00 Uhr | Tschechien Jakub Vrána (29:37) Pavel Jenyš (59:03) Filip Pyrochta (59:32) Penalty-Shootout: Jakub Vrána David Pastrňák Václav Karabáček | 4:3 n. P. (0:3, 1:0, 2:0, 0:0, 1:0) Spielbericht | Schweiz Noele Trisconi (3:00) Damien Riat (13:41) Kevin Fiala (13:55) Penalty-Shootout: Pius Suter Denis Malgin | Zimní stadion v Břeclavi, Břeclav |

| 7. August 2013 15:30 Uhr | Kanada Brayden Point (18:40) Sam Bennett (27:46) Aaron Ekblad (37:48) Penalty-Shootout: Spencer Watson Brayden Point | 4:3 n. P. (1:1, 2:1, 0:1, 0:0, 1:0) Spielbericht | Schweiz Simon Kindschi (17:17) Kevin Fiala (30:29) Spencer Watson (48:01) Penalty-Shootout: Kevin Fiala Pius Suter | Zimní stadion v Břeclavi, Břeclav |

| 7. August 2013 19:00 Uhr | Tschechien David Pastrňák (15:50) Jakub Zbořil (20:59) Milan Švarc (39:44) David Pastrňák (56:48) Lukáš Vopelka (59:05) | 5:2 (1:0, 2:0, 2:2) Spielbericht | Schweden Oskar Lindblom (51:55) William Nylander (53:53) | Zimní stadion v Břeclavi, Břeclav |

| Pl. |            | Sp | S | OTS | OTN | N | Tore  | Punkte |
| 1.  | Kanada     | 3  | 1 | 1   | 0   | 1 | 11:07 | 5      |
| 2.  | Tschechien | 3  | 1 | 1   | 0   | 1 | 09:09 | 5      |
| 3.  | Schweiz    | 3  | 1 | 0   | 2   | 0 | 09:10 | 5      |
| 4.  | Schweden   | 3  | 1 | 0   | 0   | 2 | 08:11 | 3      |

Abkürzungen: Pl. = Platz, Sp = Spiele, S = Siege, OTS = Siege nach Verlängerung oder Penaltyschießen, OTN = Niederlagen nach Verlängerung oder Penaltyschießen, N = Niederlagen

Erläuterungen: Qualifikant für das Halbfinale

### Gruppe B
| 5. August 2013 14:00 Uhr (Ortszeit) | Finnland Mikko Rantanen (20:35) Miro Mäkinen (47:43) Waltteri Hopponen (60:59) | 3:2 n. V. (0:1, 1:0, 1:1, 1:0) Spielbericht | Vereinigte Staaten Paul Bittner (7:54) Kyle Connor (57:21) | Zimný Štadión Piešťany, Piešťany |

| 5. August 2013 17:30 Uhr | Slowakei Marco Halama (21:09) | 1:2 (0:0, 1:2, 0:0) Spielbericht | Russland Maxim Lasarew (25:07) Kirill Pilipenko (38:20) | Zimný Štadión Piešťany, Piešťany |

| 6. August 2013 14:00 Uhr | Vereinigte Staaten Nick Schmaltz (11:46) Joey Dudek (12:40) Jack Dougherty (46:19) Joe Snively (49:16) | 4:2 (2:0, 0:1, 2:1) Spielbericht | Russland Alexei Slepzow (30:44) Radel Faslejew (40:48) | Zimný Štadión Piešťany, Piešťany |

| 6. August 2013 17:30 Uhr | Slowakei Adrián Holešinský (53:28) | 1:5 (0:1, 0:2, 1:2) Spielbericht | Finnland Joona Jääskeläinen (0:50) Juho Lammikko (31:18) Antti Kalapudas (36:22) Joel Kiviranta (51:17) Mikko Rantanen (59:11) | Zimný Štadión Piešťany, Piešťany |

| 7. August 2013 14:00 Uhr | Russland Ilja Derwuk (10:48) Kirill Pilipenko (11:47) Maxim Ryschkow (17:12) Maxim Lasarew (41:58) Artur Boltanow (42:52) Jewgeni Nasarkin (53:53) Maxim Lasarew (57:32) | 7:3 (3:0, 0:3, 4:0) Spielbericht | Finnland Markus Haapanen (23:25) Juho Lammikko (27:20) Sami Niku (35:07) | Zimný Štadión Piešťany, Piešťany |

| 7. August 2013 17:30 Uhr | Slowakei Adam Haščič (22:12) Christián Jaroš (22:27) | 2:5 (0:4, 2:1, 0:0) Spielbericht | Vereinigte Staaten Paul Bittner (12:53) Nick Schmaltz (16:24) Keegan Iverson (18:55) Nick Schmaltz (19:07) Kyle Connor (26:41) | Zimný Štadión Piešťany, Piešťany |

| Pl. |                    | Sp | S | OTS | OTN | N | Tore  | Punkte |
| 1.  | Vereinigte Staaten | 3  | 2 | 0   | 1   | 0 | 11:07 | 7      |
| 2.  | Russland           | 3  | 2 | 0   | 0   | 1 | 11:08 | 6      |
| 3.  | Finnland           | 3  | 1 | 1   | 0   | 1 | 11:10 | 5      |
| 4.  | Slowakei           | 3  | 0 | 0   | 0   | 3 | 04:12 | 0      |

Abkürzungen: Pl. = Platz, Sp = Spiele, S = Siege, OTS = Siege nach Verlängerung oder Penaltyschießen, OTN = Niederlagen nach Verlängerung oder Penaltyschießen, N = Niederlagen

Erläuterungen: Qualifikant für das Halbfinale

## Platzierungsspiele

### Spiel um Platz 7
| 9. August 2013 14:00 Uhr (Ortszeit) | Schweden William Nylander (2:49) Adrian Kempe (6:22) Adrian Kempe (18:44) William Lagesson (22:44) Henrik Törnqvist (30:20) Daniel Muzito Bagenda (30:36) William Nylander (33:16) Daniel Muzito Bagenda (34:14) Anton Karlsson (34:56) Oskar Lindblom (56:20) Andreas Englund (58:36) | 11:0 (3:0, 6:0, 2:0) Spielbericht | Slowakei | Zimný Štadión Piešťany, Piešťany |

### Spiel um Platz 5
| 9. August 2013 15:30 Uhr (Ortszeit) | Finnland Mikko Rantanen (31:46) Juho Lammikko (51:33) Waltteri Hopponen (57:26) Penalty-Shootout: Antti Kalapudas Mikko Rantanen | 4:3 n. P. (0:1, 1:1, 2:1, 0:0, 1:0) Spielbericht | Schweiz Edson Harlacher (11:49) Tobias Klopfer (24:26) Pius Suter (49:38) Penalty-Shootout: Sin Schläpfer Edson Harlacher Roger Karrer | Zimní stadion v Břeclavi, Břeclav |

## Finalrunde
|  | Halbfinale | Halbfinale         | Halbfinale |  |  | Finale | Finale             | Finale |
|  |            |                    |            |  |  |        |                    |        |
|  |            |                    |            |  |  |        |                    |        |
|  | A1         | Kanada             | 3          |  |  |        |                    |        |
|  | B2         | Russland           | 1          |  |  |        |                    |        |
|  |            |                    |            |  |  | A1     | Kanada             | 4      |
|  |            |                    |            |  |  | B1     | Vereinigte Staaten | 0      |
|  | B1         | Vereinigte Staaten | 5          |  |  |        |                    |        |
|  | A2         | Tschechien         | 3          |  |  |        |                    |        |
|  |            |                    |            |  |  |        |                    |        |

### Halbfinale
| 9. August 2013 17:30 Uhr (Ortszeit) | Kanada Spencer Watson (0:39) Sam Bennett (19:20) Clark Bishop (58:58) | 3:1 (2:0, 0:1, 1:0) Spielbericht | Russland Damir Scharipsjanow (35:01) | Zimný Štadión Piešťany, Piešťany |

| 9. August 2013 19:00 Uhr | Vereinigte Staaten Jake Wahlin (9:49) Nick Schmaltz (18:10) Nick Schmaltz (30:08) Ryan Wagner (48:46) Cody Milan (59:55) | 5:3 (2:1, 1:2, 2:0) Spielbericht | Tschechien Pavel Zacha (4:04) Jakub Vrána (28:09) Pavel Zacha (39:22) | Zimní stadion v Břeclavi, Břeclav |

### Spiel um Platz 3
| 10. August 2013 17:00 Uhr (Ortszeit) | Russland Daniil Wowtschenko (35:11) Eduard Nassybullin (46:32) | 2:3 (0:0, 1:2, 1:1) Spielbericht | Tschechien Jakub Vrána (29:04) David Pastrňák (30:24) Lukáš Vopelka (58:35) | Zimní stadion v Břeclavi, Břeclav |

### Finale
| 10. August 2013 15:00 Uhr (Ortszeit) | Vereinigte Staaten | 0:4 (0:1, 0:1, 0:2) Spielbericht | Kanada Michael Dal Colle (3:58) Jayce Hawryluk (31:23) Aaron Ekblad (52:29) Brendan Lemieux (54:17) | Zimný Štadión Piešťany, Piešťany |

### Sieger – Kanada
| Sieger des Ivan Hlinka Memorial Tournament 2013 Kanada | Torhüter: Julio Billia, Mason McDonald Verteidiger: Alexandre Carrier, Aaron Ekblad (C), Haydn Fleury, Joe Hicketts, Roland McKeown, Carl Neill, Ryan Pilon Angreifer: Daniel Audette, Sam Bennett, Clark Bishop, Rourke Chartier, Michael Dal Colle, Robby Fabbri, Jayce Hawryluk, Brendan Lemieux, Jared McCann, Alexis Pépin, Brayden Point, Jake Virtanen, Spencer Watson Trainer: Dale Hunter |

## Beste Scorer
Abkürzungen: Sp = Spiele, T = Tore, V = Vorlagen, Pkt = Punkte, SM = Strafminuten; Fett: Bestwert
| Spieler          | Team               | Sp | T | V | Pkt | SM |
| ---------------- | ------------------ | -- | - | - | --- | -- |
| Spencer Watson   | Kanada             | 5  | 4 | 6 | 10  | 27 |
| Nick Schmaltz    | Vereinigte Staaten | 5  | 5 | 3 | 8   | 2  |
| Mikko Rantanen   | Finnland           | 4  | 3 | 4 | 7   | 0  |
| William Nylander | Schweden           | 4  | 4 | 2 | 6   | 4  |
| Juho Lammikko    | Finnland           | 4  | 3 | 3 | 6   | 6  |
| Maxim Lasarew    | Russland           | 4  | 3 | 2 | 5   | 4  |
| Aaron Ekblad     | Kanada             | 5  | 2 | 3 | 5   | 4  |
| Anton Karlsson   | Schweden           | 4  | 1 | 4 | 5   | 0  |
| Jakub Vrána      | Tschechien         | 4  | 3 | 1 | 4   | 4  |
| Sam Bennett      | Kanada             | 5  | 3 | 1 | 4   | 6  |

## Abschlussplatzierungen
| Pl. | Team               |
| --- | ------------------ |
| 1   | Kanada             |
| 2   | Vereinigte Staaten |
| 3   | Tschechien         |
| 4   | Russland           |
| 5   | Finnland           |
| 6   | Schweiz            |
| 7   | Schweden           |
| 8   | Slowakei           |